# Hypnodendron comatulum
Hypnodendron comatulum là một loài Rêu trong họ Hypnodendraceae. Loài này được (Geh. ex Broth. & Watts) A. Touw mô tả khoa học đầu tiên năm 1971.